# Johnston River
Der Johnston River ist ein Fluss in der Region Kimberley im Nordosten des australischen Bundesstaates Western Australia.

## Geografie
Der Fluss entspringt auf dem Gebiet der Ruby Plains Station und fließt in nördlicher Richtung. Er unterquert die Duncan Road und mündet nördlich von Wungu in der Elvire Gorge in den Elvire River.

### Nebenflüsse mit Mündungshöhen
Der Johnstone River hat folgende Nebenflüsse:
- Duerdin Creek – 315 m
- Fox River – 290 m

## Geschichte
Der erste Europäer, der den Johnston River sah, war der Landvermesser Harry Johnston, der ihn 1884 vermaß. 1887 wurde dieser Fluss von C. Nyulasy, einem weiteren Landvermesser, nach Johnston benannt.